# Zbigniew Zapała
Zbigniew Zapała (ur. 25 lutego 1929 w Warszawie, zm. 20 października 2014 w Warszawie) – podróżnik, polski artysta fotograf. Członek rzeczywisty i Artysta Fotoklubu Rzeczypospolitej Polskiej (AFRP).

## Życiorys
Zbigniew Zapała (syn Jakuba i Janiny zd. Górka) mieszkał i pracował w Warszawie. W latach 1939–1944 był członkiem Warszawskiego Okręgu Armii Krajowej, w zgrupowaniu „Żniwiarz”. Po upadku powstania warszawskiego był jeńcem Stalagu XI A Altengrabow. W 1945 roku wrócił do Polski (do Wrocławia), gdzie mieszkał przez 12 lat. W 1957 roku ponownie zamieszkał w Warszawie.
Zbigniew Zapała jest autorem zdjęć do pocztówek wydawanych w latach 1978–1981, z podróży m.in. do Kuby, Korei, Indii, Mongolii, Tajlandii, Wietnamu. Jest autorem i współautorem wielu wystaw fotograficznych; indywidualnych i zbiorowych. Zdecydowana większość wystaw indywidualnych Zbigniewa Zapały to pokłosie licznych podróży po świecie. Uczestniczył w 263 wyprawach w różne rejony świata, podczas których sporządzał dokumentację fotograficzną – łącznie w 116 krajach świata. Wiele jego fotografii opublikowano w Encyklopedii Geografii Świata.
W 2004 roku Zbigniew Zapała został przyjęty w poczet członków Fotoklubu Rzeczypospolitej Polskiej Stowarzyszenia Twórców. Decyzją Komisji Kwalifikacji Zawodowych Fotoklubu RP, otrzymał dyplom potwierdzający kwalifikacje do wykonywania zawodu artysty fotografa, fotografika (legitymacja nr 180).
Zmarł 20 października 2014 roku, pochowany na Cmentarzu Północnym (Wólka Węglowa) w Warszawie.

## Odznaczenia
- Złoty Medal „Za Fotograficzną Twórczość” (2010)[9][10]